# Biserica unitariană din Cluj-Napoca
Biserica Unitariană din Cluj, situată pe str. 21 decembrie 1989 nr. 9, a fost construită în perioada 1792-1796 și este în prezent clasată ca monument istoric, cu codul  CJ-II-m-B-07251. 

## Descriere
Ridicată în stil baroc, cu elemente rococo și neoclasiciste. Lăcașul a fost proiectat de arhitectul vienez Anton Türk. Deasupra portalului de la intrare se află inscripția latină „IN HONOREM SOLIUS DEI - MDCCXCVI” (În onoarea unicului Dumnezeu - 1796). În interiorul bisericii se află o piatră rotundă, de pe care legenda povestește că în 1568 Dávid Ferenc ar fi ținut o predică, în urma căreia cetățenii Clujului au trecut la unitarianism.
Biserica a trecut printr-o serie de reparații și restaurări în perioada 1805-1806, coordonate de arhitectul Joseph Leder. În 1831 biserica a fost întărită lateral, după ce apăruse riscul prăbușirii boltei supradimensionate. În 1908 arhitectul Pakey Lajos a finalizat turnul.
Biserica îndeplinește în prezent funcția de catedrală pentru întreaga Biserică Unitariană din România, fiind biserica centrală unde slujește/predică șeful acestui cult, episcopul BÁLINT Benczédi Ferenc.

## Galerie de imagini

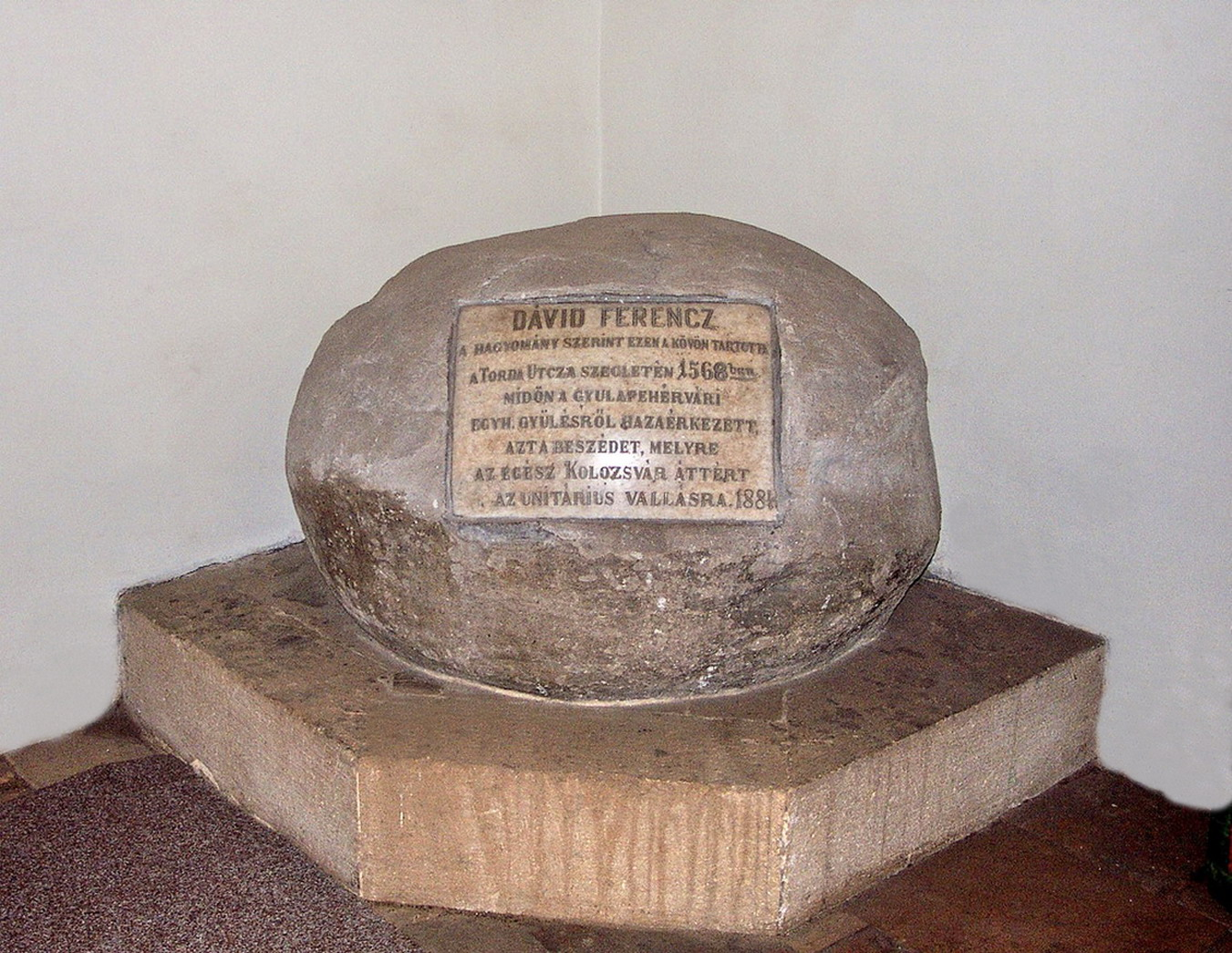
Piatra rotundă de pe care în 1568 Dávid Ferenc ar fi ținut o predică